# Jean-Pierre Jaussaud
Jean-Pierre Jaussaud, född 3 juni 1937 i Caen i Calvados, död 22 juli 2021 i Caen, var en fransk racerförare.
Jaussaud startade med bilsport 1962. Från 1964 körde han formel 3 och blev fransk mästare 1970. Året därpå flyttade han upp till formel 2. I mitten av 1970-talet bytte Jaussaud till sportvagnsracing och standardvagnsracing. Han har vunnit Le Mans 24-timmars två gånger, 1978 och 1980. Jaussaud deltog även i Dakarrallyt.